# 6049 Тода
6049 Тода (6049 Toda) — астероїд головного поясу, відкритий 2 листопада 1991 року.
Тіссеранів параметр щодо Юпітера — 3,518.
Названо на честь Тоди (яп. とだ(戸田) тода).